# Garhakota
Garhakota è una suddivisione dell'India, classificata come municipality, di 26.877 abitanti, situata nel distretto di Sagar, nello stato federato del Madhya Pradesh. In base al numero di abitanti la città rientra nella classe III (da 20.000 a 49.999 persone).

## Geografia fisica
La città è situata a 23° 46' 0 N e 79° 9' 0 E e ha un'altitudine di 372 m s.l.m..

## Società

### Evoluzione demografica
Al censimento del 2001 la popolazione di Garhakota assommava a 26.877 persone, delle quali 14.016 maschi e 12.861 femmine. I bambini di età inferiore o uguale ai sei anni assommavano a 4.310, dei quali 2.202 maschi e 2.108 femmine. Infine, coloro che erano in grado di saper almeno leggere e scrivere erano 18.068, dei quali 10.743 maschi e 7.325 femmine.